# Charles Cellérier
Charles Alphonse Cellérier (* 12. Februar 1890 in Genf; † 9. Februar 1966 ebenda) war ein Schweizer evangelischer Geistlicher.

## Leben

### Familie
Charles Cellérier war der Sohn des Bankiers Lucien Cellérier (* 2. Oktober 1859 in Genf; † 7. Mai 1928 in Siders) und dessen Ehefrau Antoinette-Louise (* 10. Oktober 1867 in Genf; † 16. November 1918 ebenda), eine Tochter von Ernest Paul Louis Dunant (1831–1890). Sein Grossvater war der Mathematikprofessor Isaac Charles Elisée Cellérier (1818–1889) und sein Urgrossvater war der Pfarrer Jacob-Elisée Cellérier.
Seit 1912 war er mit Emilie (* 1888; † 21. Dezember 1978 in Genf), Tochter des Oberstbrigadiers Camille Alphonse Favre (1845–1914), verheiratet; gemeinsam hatten sie zwei Kinder.

### Werdegang
Charles Cellérier immatrikulierte sich 1908 an der Universität Genf zu einem Theologiestudium, das er dort bis 1910 fortsetzte, bevor er an die Universität Marburg und von dort 1911 an die Universität Heidelberg ging; von 1912 bis 1913 studierte er an der Universität Heidelberg und promovierte 1913 mit der Dissertation Quelques chapîtres de la théologie paulinienne comparés à l'Evangile zum Bakkalaureus der Theologie.
Von 1913 bis 1917 war er Religionslehrer an der französischen École des Roches; in dieser Zeit erfolgte 1914 seine Ordination. 1918 erfolgte seine Ernennung zum Feldprediger und er blieb in dieser Funktion bis 1943; sein Nachfolger wurde Jacques de Senarclens.
Von 1925 bis 1945 war er Pfarrer in Eaux-Vives sowie von 1945 bis 1956 Pfarrer an der Kathedrale Saint-Pierre in Genf.
Er war sowohl von 1931 bis 1932 wie auch von 1945 bis 1947 Moderator der Compagnie des pasteurs; als solcher leitete er 1946 in der Kathedrale Saint-Pierre in Genf den ersten ökumenischen Gottesdienst nach dem Zweiten Weltkrieg.

### Berufliches Wirken
Charles Cellérier galt als ein hervorragender Prediger und bekannte sich zu einer gemässigt liberalen Theologie.

## Schriften (Auswahl)
- Quelques chapîtres de la théologie paulinienne comparés à l'Evangile. Genève: Impr. A. Kündig, 1914.
- Disciplines: allocution aux proposants. Genève: Kundig, 1932.
- Le vin nouveau dans des outres neuves: sermon prononcé à l'occasion de la 14e assemblée de la Société des Nations le 24 septembre 1933. Genève: Kundig, 1933.
- Auguste-Antoine Lemaitre; Charles Cellérier: Le chrétien serviteur et témoin. Genève: Eglise nationale protestante de Genève, 1936.
- Confiance! Genève: Ed. Labor, 1939.
- Ceux qui procurent la paix: message de l'Eglise aux magistrats et au peuple de Genève 6 décembre 1942. Genève: Eglise nationale protestante de Genève, 1942.
- Le caractère du pasteur: allocution aux proposants. Genève: Compagnie des pasteurs, 1946.
- Prédication de Noël: Eaux-Vives 1943. Genève: A. Kundig, 1944.
- La gloire de dieu. Genève: Labor et fides, 1955.
- Le royaume de Dieu. Genève: Labor et Fides, 1963.
- La présence de Dieu: méditations pour chaque jour de l'année. Paris: Les Ordres de Chevalerie, 1966.